# Тушнов, Михаил Павлович
Михаил Павлович Тушнов (30 апреля [12 мая] 1879, Казань — 19 сентября 1935, Москва) — русский и советский микробиолог и патофизиолог, академик ВАСХНИЛ (1935).

## Биография
В 1902 окончил Казанский ветеринарный институт. Как бывший военный стипендиат три года отслужил ветеринарным врачом в Уссурийском казачьем дивизионе, участник Русско-японской войны.
После демобилизации с 1905 года на преподавательской и научной работе:
- в 1905—1931 в Казанском ветинституте (ассистент до 1911, приват-доцент и доцент 1912—1916, с 1917 — профессор, зав. кафедрой микробиологии - формально первый в этой должности). Одновременно профессор Казанского политехнического института (1921—1922), профессор и заведующий Бактериологической лабораторией Казанского института усовершенствования врачей им. В. И. Ленина (с 1922).
- В 1911 г. защитил докторскую дисс. «Биологическая роль сперма токсинов при оплодотворении».
- В 1931—1932 зав. отделом Всесоюзного института экспериментальной медицины (Ленинград);
- с 1932 зав. кафедрой микробиологии Московского зооветеринарного института.
- Состоял консультантом Кремлёвской больницы[2].

Создал учение о гистолизатах (гистолизаты Тушнова), согласно которому большое влияние на организм оказывают высокомолекулярные продукты расщепления клеток различных тканей и органов. постоянно образующиеся в процессе обмена веществ. Основоположник тканевой терапии.
По мнению Тушнова и биохимика Абдерхальдена, каждому органу, каждой ткани присущи свои особенные белки, определяющие в конечном счёте специфическую функцию различных органов и тканей, координируемую и регулируемую центральной нервной системой, а через неё и железами внутренней секреции.
Специфичность тканевых белков уменьшается по мере их выделения из комплекса и расщепления. Так, по Тушнову, аминокислоты не специфичны, в то время, как полипептиды типа альбумоз и пептонов в значительной мере специфичны.
Опубликовал 25 научных трудов. Автор книги «Проблемы спермотоксинов и лизатов» (М., 1938).
В январе 1935 года избран в первый состав ВАСХНИЛ.
Жена — Александра Георгиевна Постникова, выпускница Высших женских Бестужевских курсов.
Дочь — поэтесса Вероника Тушнова (1911—1965).
Похоронен на Ваганьковском кладбище (20 уч.).